# أدب مقاومة
أدبيات المقاومة هو مجموعة فرعية من الإنتاج الأدبي والذي هو نشاط اجتماعي سياسي يشارك في صراع ضد الأيديولوجيات السائدة. تُظهر لنا أدبيات المقاومة نضال الكاتب سواء أكان ذلك قمعًا قائمًا على أساس الجنس أو المنفى. أدب المقاومة هو ظاهرة عالمية، يهدف إلى تحدي القاعدة وتحدي الممارسات الثقافية؛ وبالتالي منح الأمل. في حين أن المقاومة المسلحة يمكن أن تسبب تغيرًا حكوميًا ومدنيًا، إلا أنه من خلال أدب المقاومة فقط يمكن أن تنتصر المعركة ضد السيادة الثقافية، كما أوضحت باربرا هارلو في كتاب أدب المقاومة، الذي نُشر لأول مرة في عام 1987. يمكن أن تكون المقاومة أيضًا على شكل دعابة وسخرية وهجاء.
إن تاريخ أدب المقاومة هو شهادة على قوة الكلمة في الدعوة إلى التغيير، وتحدي القمع، والحفاظ على الذاكرة الجماعية، وعبر سياقات تاريخية مختلفة، كان الأدب بمثابة أداة فعالة للتعبير عن المظالم، واستعادة الهوية، وحشد الدعم لحركات المقاومة. منذ الأيام الأولى لإلغاء إلغاء العبودية في أمريكا وحتى عصر الحقوق المدنية وما بعده، لعب الأدب دورًا محوريًا في تشكيل الحركات الاجتماعية وتعزيز قضية العدالة، ومن خلال الشعر والروايات والمقالات والمذكرات، سلط الكتّاب الضوء على الحقائق القاسية للقمع بينما تصوروا مجتمعًا أكثر إنصافًا وشمولاً، ومن خلال التقاط الفروق الدقيقة في التجربة الإنسانية وتضخيم أصوات المهمشين، أثارت أدبيات المقاومة الحوار، وألهمت النشاط، وتحدت هياكل السلطة الراسخة.

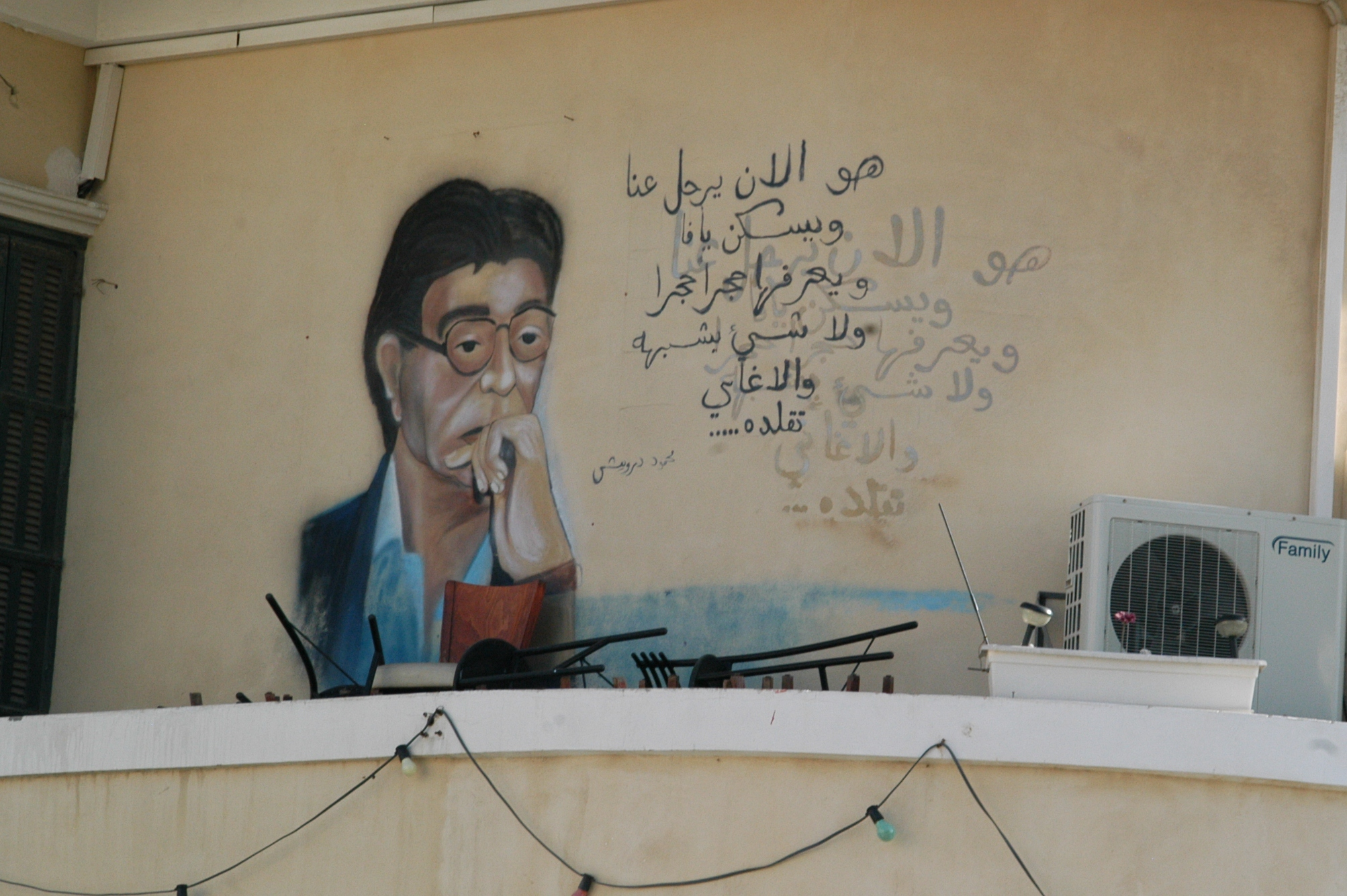
جدارية رُسم عليها شاعر القضية الفلسطينية محمود درويش، كما كُتبَ عليها بعض من أبياته.

علاوة على ذلك، يشمل أدب المقاومة نضالات متنوعة من أجل التحرر في جميع أنحاء العالم. فمن المقاومة الفلسطينية ضد الاحتلال الإسرائيلي إلى الحركة المناهضة للفصل العنصري في جنوب أفريقيا، واجه الكتاب بشجاعة الظلم المنهجي.
في النضال المستمر ضد الاحتلال الإسرائيلي، يبرز الأدب الفلسطيني كشكل قوي من أشكال المقاومة، حيث يجسد تعقيدات التهجير والمنفى. يؤرخ الكتاب الفلسطينيون تجاربهم من خلال الروايات والشعر والمذكرات، ويحافظون على الذاكرة الجماعية، ويتحدون الروايات السائدة التي تهمش أصواتهم. ومن أعمال المؤلفين المشهورين مثل محمود درويش إلى الروايات المعاصرة مثل الصباح في جنين، يقف الأدب الفلسطيني بمثابة شهادة على الصمود ودعوة للتضامن الدولي.
وضع الأديب الفلسطيني غسّان كنفاني مصطلح أدب المقاومة ليصف الأدب الذي بدأ يكتب في فلسطين المحتلّة عام 1948، بعد حرب النكبة عام 1948، وفقًا لكنفاني قاوم هذا الأدب ضد القمع والاحتلال الإسرائيلي ونادى بالوصول للحرية والاستقلال، رغم كتابته تحت ظروف الحكم العسكري الذي فرضه الاحتلال الإسرائيلي على المناطق المحتلة عام 1948 أي في الجليل والمثلّث والنقب. عاش أدباء المقاومة في فلسطين المحتلّة تحت ظرف استعماري فرض عليهم حصارًا ثقافيًا، حرّمهم مع امتدادهم الثقافي الاجتماعي والسياسي والاجتماعي والأدبي في الوطن العربي.
يشمل أدب المقاومة أنواعًا مختلفة من الأعمال الإبداعية مثل القصص والأفلام والمسرحيات والقصائد واللوحات والأغاني التي توضح كيف حارب الناس الظلم عبر التاريخ، فهو طريقة يعبر بها الناس عن مقاومتهم للقمع بطريقة إبداعية. يساعد هذا النوع من الأدب على مشاركة وتذكر قصص الوقوف ضد الظلم.

## تاريخ أدبيات المقاومة

### العبودية الأمريكية
خلال حركة إلغاء العبودية الأمريكية، استخدم الناس الشعر والصحف والأغاني كثيرًا لإثارة حماسة ودعم المزيد من الناس لإنهاء العبودية، كما قام بعض الأفراد المُستعبدين بكتابة ونشر قصصهم الخاصة، والتي تسمى قصص الرقيق، لمشاركة تجاربهم الشخصية مع الاستعباد والتحدث ضدها.

### المقاومة الفلسطينية في الأدب
إن المقاومة الفلسطينية ضد إسرائيل هي صراع متعدد الأوجه يتجاوز المواجهات الجسدية، ويمتد إلى عالم الأدب كأداة قوية للتعبير عن المظالم واستعادة الهوية وحشد الدعم. كثيرًا ما يتناول الأدب الفلسطيني موضوعات المنفى والتهجير والحنين إلى الوطن. تصور أعمال مثل رجال في الشمس لغسان كنفاني بشكل مؤثر نضالات اللاجئين الفلسطينيين الذين يبحثون عن حياة أفضل بينما يواجهون حقائق التهجير القاسية. تلعب الذاكرة بمثابة أداة فعالة في الأدب الفلسطيني للحفاظ على التاريخ الجماعي وتجارب الشعب الفلسطيني. محمود درويش، الذي غالباً ما يُوصف بأنه الشاعر الوطني لفلسطين، ينسج بشكل معقد ذكريات السلب والمقاومة في قصائد مثل «سجّل أنا عربي». يتحدى الأدب الفلسطيني الروايات التي تصور الفلسطينيين كضحايا فقط، وبدلاً من ذلك تؤكد على القوة والقدرة على الصمود والتحدي. تقدم رواية سوزان أبو الهوى الصباح في جنين تصويرًا دقيقًا لحياة الفلسطينيين، وتسلط الضوء على تعقيدات المقاومة والبقاء في مواجهة القمع.
يعمل الأدب الفلسطيني كمحفز للتضامن الدولي، وإضفاء الطابع الإنساني على النضال الفلسطيني. تقدم أعمال عدة مؤلفين وخاصة إدوارد سعيد رؤى نقدية حول الأبعاد السياسية للصراع، وتحث القراء على مواجهة الظلم والدفاع عن الحقوق الفلسطينية. كما يقدم الأدب منصة للروايات المضادة التي تتحدى الخطابات السائدة والأيديولوجيات الصهيونية. تقلب رواية إميل حبيبي الساخرة الوقائع الغريبة في اختفاء سعيد أبي النحس المتشائل الصور النمطية وتكشف عبثية الحكم الاستعماري، وتقدم نقدًا فكاهيًا ولكن قاطعًا للاحتلال الإسرائيلي.

### المقاومة الأمريكية لحرب فيتنام
منذ أوائل الستينيات وحتى السبعينيات، اجتمع أشخاص من خلفيات مختلفة في أمريكا معًا لأنهم جميعًا اختلفوا مع حرب فيتنام. ومن الأحداث الشهيرة التي ترمز إلى هذه المعارضة الاحتجاج في جامعة ولاية كينت عام 1970، حيث قُتل أربعة طلاب على يد الحرس الوطني في ولاية أوهايو، خلال هذه الفترة، كان هناك العديد من الطرق التي قاوم بها الناس الحرب، ولكن إحدى النتائج الدائمة لهذه الحركة كانت خفض سن التصويت في الولايات المتحدة من 21 إلى 18 عامًا.

### المقاومة الأرجنتينية وأمهات ميدان مايو
أمهات ميدان مايو (بالإسبانية: Las Madres de la Plaza de Mayo)‏ هي مجموعة لحقوق الإنسان من الأرجنتين بدأت الاحتجاج في عام 1977 أثناء الدكتاتورية العسكرية للرئيس خورخي رافائيل فيديلا، هم أمهات وجدات كان هدفهن الرئيسي العثور على أفراد أسرهن الذين اختفوا أو فُقِدوا بسبب الاختطاف والاحتجاز غير القانوني من قبل النظام الأرجنتيني، كما أرادوا محاسبة المسؤولين عن هذه الأفعال. تعد جهود المقاومة التي بذلتها الاحتجاجات الكبيرة أمام قصر كاسا روسادا الرئاسي ورسم الجداريات بمثابة سجل عام للفظائع المرتكبة ويحث على اتخاذ إجراءات بشأن القضايا الحالية، مع مرور الوقت، يُحتفى بأفعالهم ونشاطهم من خلال أشكال مختلفة مثل التصوير الفوتوغرافي والأفلام والشعر والمذكرات.

### الدراسات الأدبية
يعد أدب المقاومة في الدراسات الأدبية مجالًا فرعيًا يستكشف فيه الباحثون الأعمال الأدبية التي تتحدى المعتقدات والأنظمة السائدة. يمكن استخدام هذا النوع من الأدب لمقاومة الاضطهاد على أساس الجنس، أو تسليط الضوء على النضال من أجل الحرية، أو التعبير عن تجارب الكتاب الذين يعيشون في المنفى. يساعد تحليل أدبيات المقاومة على تحدي الأعراف والتقاليد المجتمعية، ويبعث الأمل في بعض الحالات. في حين أن مجالات مثل العلوم السياسية والتاريخ تركز غالبًا على المقاومة المسلحة فإن الأدب يلعب أيضًا دورًا مهمًا في فهم كيفية حدوث التغييرات الحكومية والاجتماعية. يعد كتاب باربرا هارلو «أدب المقاومة» (1987) نصًا رئيسيًا في هذا المجال يوضح كيف يمكن أن يؤدي تحليل الأدب إلى فهم جديد للمقاومة السياسية.

### المقاومة المناهضة للفاشية في جمهورية فايمار
أقام كريستوفر إيشروود، وهو كاتب مثلي الجنس، في فايمار بألمانيا من عام 1929 إلى عام 1933 لكنه فر لتجنب الاضطهاد النازي. خلال هذا الوقت، كتب رواية «وداعاً لبرلين»، وهي رواية خيالية مستوحاة من الفترة التي قضاها في المدينة. لا يعكس الكتاب جوانب من تاريخ المثليين فحسب، بل كان له أيضًا تأثير كبير على حركة الفن الموضوعية الجديدة في ألمانيا.

### عسكرة الحدود الجنوبية للولايات المتحدة
تخضع الحدود الأمريكية المكسيكية لحراسة مشددة من جانب الولايات المتحدة، مع حواجز مختلفة مثل الأسوار والجدران والأضواء الكاشفة والحراس، وخاصة بعد اعتماد تكتيكات «المنع من خلال الردع» في التسعينيات. تعتبر ولاية أريزونا، بصحراء سونورا وقوانين الهجرة الصارمة، محفوفة بالمخاطر بشكل خاص عند عبور الحدود. تستخدم بعض منظمات الفن مثل منظمة «ما وراء الجدار» (بالإنجليزية: Beyond the Wall)‏، حيث تستخدم فن الدمى، لتعزيز الهويات الثقافية الإيجابية وتحدي الصور النمطية والسرديات السلبية المرتبطة بالهجرة.

### منح المرأة حق التصويت
خلال حركات حق المرأة في التصويت، اُستخدمَت أشكال فنية مختلفة مثل اللافتات والملصقات والبطاقات البريدية والرسوم الكاريكاتورية في الصحف على نطاق واسع لنقل الرسائل وحشد الدعم، وفي عام 1907، أُسِسَت رابطة حق الاقتراع للفنانين على يد ماري لونديس، وهي فنانة بريطانية في مجال الزجاج الملون، وبحلول عام 1913، كان للرابطة وجود في أمريكا أيضًا، حيث قدمت أعمالًا فنية لمنظمات حق المرأة في التصويت وساعدت في نشر المعلومات حول القضية.

### النسوية السوداء
تعود جذور الكتابات النسوية السوداء إلى ثلاثينيات القرن التاسع عشر، لكن سوجورنر تروث معروفة على نطاق واسع بأنها أول شخصية بارزة في الحركة النسوية السوداء. جادلت تروث بأن المناقشات حول الاضطهاد لا يمكن أن تفصل بين العرق والجنس. قدمت كيمبرلي كرينشو لاحقًا مصطلح «التقاطعية» لوصف هذا المفهوم. تقوم النسوية السوداء على ثلاثة مبادئ رئيسية: الاعتراف بالترابط بين الطبقية والتمييز الجنسي والعنصرية في تجارب النساء السود، والدعوة إلى معالجة جميع أشكال التمييز معًا، والاعتراف بالاحتياجات ووجهات النظر الفريدة للنساء السود المتميزات عن كل من النساء البيضاوات والرجال السود.

### الثورة الإيرانية
أدت الرقابة وقمع حقوق الإنسان خلال الثورة الإيرانية (1978-1979) إلى ظهور الروايات والقصائد التي سلطت الضوء على حقائق الانتهاكات والقمع الحاصلة في البلاد، وقد شهد الأدب النسوي الإيراني، على وجه الخصوص طفرة، حيث تناول القوانين المقيدة والأعراف الاجتماعية المتعلقة بقواعد اللباس والزواج والتوظيف. العديد من هذه القصص صاغتها نساء إيرانيات نشأن في عهد نظامي الشاه أو الخميني ولكنهن الآن يكتبن من المنفى، ويتأملن تجاربهن والتأثير المستمر لهذه الأحداث على الثقافة الإيرانية.

## أشكال الأدب
يمكن أن تتخذ المقاومة أشكالًا مختلفة بما في ذلك الفكاهة والدعابة والثرثرة والنميمة.

### الأرشيف
تلعب الأرشيفات دورًا حاسمًا في الحفاظ على التاريخ من خلال استعادة عناصر مثل الصحف والمجلات والنشرات والمخطوطات والرسائل والصور الفوتوغرافية والمقابلات والموارد الرقمية. تتحدى الأرشيفات من خلال توثيق الأشخاص والأحداث والمجتمعات فكرة أن المعلومات الموثقة رسميًا أو المنتجة مؤسسيًا هي فقط الصحيحة. إنها بمثابة مورد حيوي لإبقاء ذاكرة الفئات المهمشة حية وتساهم بشكل كبير في أدب المقاومة.

### كتابة الرواية
لعبت الروايات الخيالية التي كتبها مؤلفون مروا بفترات من المقاومة على مر التاريخ دورًا مهمًا في إلهام التغيير الاجتماعي الإيجابي، ومن الأمثلة على ذلك رواية الأدغال للكاتب أبتون سنكلير الصادرة عام 1906 ورواية عناقيد الغضب لجون ستاينبيك، وكلاهما ساهم في اكتساب المزيد من الحقوق للطبقة العاملة.

### المسرح
كانت المسرحيات في جميع أنحاء الحضارة الغربية بمثابة وسيلة للاحتجاج على القضايا الاجتماعية، كما كانت تعكس التيارات الاجتماعية والسياسية السائدة في المجتمع، على سبيل المثال، أُنشِئَت فرقة التمثيل الصامت في سان فرانسيسكو لتقديم العروض والمسرحيات التي تسلط الضوء على الظلم من خلال الهجاء السياسي على شكل مسرحيات ومسرحيات موسيقية.

### التصوير الفوتوغرافي
كان التصوير الفوتوغرافي أداة قوية عبر التاريخ لمعارضة الحرب والعنف والأنظمة القمعية ومواجهة العنصرية والأعراف المتعلقة بالجنسين. كان فاي شولمان مصور حزبي خلال الحرب العالمية الثانية، جسّد كيف يمكن استخدام التصوير الفوتوغرافي كشكل من أشكال المقاومة.

### الأفلام
استخدم المخرجون الأفلام منذ فترة طويلة كأداة لتحدي الروايات والتاريخ السائد، وخاصة للتعبير عن معارضة الحرب والعنف، وتعزيز التفاهم الدولي. تتمتع الأفلام الوثائقية على وجه الخصوص بالقدرة على مزج لقطات من العالم الحقيقي والقصص الشخصية لنقل رسائل حول مقاومة الأيديولوجيات القمعية إلى جماهير أوسع.

### الموسيقى
غالبًا ما تتميز الموسيقى بألحان واضحة ومتكررة تُستخدم في الحركات الاجتماعية أو لتحفيز العمل الجماعي. تبرز أغنية "ثمار غريبة" لبيلي هوليدي (1939) كواحدة من أقدم أغاني الاحتجاج، حيث خرجت عن الأساليب التقليدية لتقديم نقد حزين ومؤرق لعمليات الإعدام دون محاكمة في الولايات المتحدة.

## قراءات إضافية
- Chaudhuri، Amit، المحرر (2018). Literary Activism: Perspectives. Oxford University Press. ISBN:978-0-19-909140-9. مؤرشف من الأصل في 2023-06-05.